# Peter Wilhelm Forchhammer
Peter Wilhelm Forchhammer, född den 23 oktober 1803 i Husum, död den 8 januari 1894 i Kiel, var en tysk arkeolog. Han var bror till Johan Georg Forchhammer.
Forchhammer, som var professor i Kiel och företog ett flertal långa resor. Åren 1829-1834 och 1838-1840 besökte han Italien, Grekland, Mindre Asien och Egypten och skildrade sina intryck från dessa resor i böcker av topografiskt och mytologiskt innehåll. Forchhammers uppfattning av myternas innebörd är att gudar och heroer representerar naturmakter och naturliga processer, luftens och vattnets förändringar med mera.